# 580'erne f.Kr.
Århundreder: 7. århundrede f.Kr. – 6. århundrede f.Kr. – 5. århundrede f.Kr.
Årtier: 630'erne f.Kr. 620'erne f.Kr. 610'erne f.Kr. 600'erne f.Kr. 590'erne f.Kr. – 580'erne f.Kr. – 570'erne f.Kr. 560'erne f.Kr. 550'erne f.Kr. 540'erne f.Kr. 530'erne f.Kr.
År: 589 f.Kr. 588 f.Kr. 587 f.Kr. 586 f.Kr. 585 f.Kr. 584 f.Kr. 583 f.Kr. 582 f.Kr. 581 f.Kr. 580 f.Kr.